# 13214 Chirikov
13214 Chirikov è un asteroide della fascia principale. Scoperto nel 1997, presenta un'orbita caratterizzata da un semiasse maggiore pari a 2,4771365 UA e da un'eccentricità di 0,1230076, inclinata di 2,30684° rispetto all'eclittica.